# Campañas previas a la Conquista del Desierto
Las Campañas previas a la Conquista del Desierto fueron el conjunto de expediciones militares y acuerdos de paz realizados -por una parte- entre las distintas autoridades surgidas con posterioridad a la Revolución de Mayo en las Provincias Unidas del Río de la Plata, la Confederación Argentina, la República Argentina, el Estado de Buenos Aires y otras provincias de la región pampeana y de Cuyo, que precedieron a la Conquista del Desierto y -por la otra parte- entre los diversos pueblos indios pampas, ranqueles, tehuelches o patagones, mapuches o araucanos y los surgidos durante el proceso de expansión de los mapuches con la finalidad de contener sus ataques o malones y/o de avanzar sobre estas regiones para incorporarlas efectivamente a la soberanía argentina.

## Época colonial
A la llegada de los europeos al sur de Sudamérica, la Pampa y la Patagonia estaban pobladas por los tehuelches septentrionales o pampas, ranqueles, tehuelches meridionales o patagones y mapuches, ya que el proceso de mapuchización o araucanización habría comenzado lentamente durante el siglo XVII, algunos pocos años después de fundaciones de ciudades tan importantes como por ejemplo la ciudad de Buenos Aires.
A partir del siglo XVII una pequeña cantidad de bovinos abandonados por los españoles en las pampas se multiplicaron naturalmente hasta conformar enormes manadas salvajes. Tanto los pampas y mapuches, ocupantes de esos territorios, como los españoles y gauchos, se dedicaron a la caza de esos animales, lo que llevó a enfrentamientos entre unos y otros. Los españoles construyeron entonces una línea de fortínes cercana a Buenos Aires y Córdoba, para ocupar zonas exclusivas de caza, llamadas vaquerías. Los pampas consideraron que los europeos habían usurpado e invadido sus territorios, y desde entonces atacaron permanentemente sus posiciones mediante un sistema de ataques en masa, denominados malones (o malocas), utilizando diestramente el caballo, largas lanzas y boleadoras.
Entre los siglos XVII y XVIII los mapuches, originarios del oeste de la Cordillera de los Andes, invadieron a los indígenas que habitaban la Pampa y el norte de la Patagonia oriental y les impusieron su cultura a la mayor parte de ellos.
Desde fines del siglo XVIII, los españoles comenzaron lentamente a avanzar sobre territorio de los ranqueles. El río Salado se convirtió entonces en el límite entre ambas civilizaciones. Algunos indígenas solían trabajar en las estancias españolas, mestizándose con europeos, negros y otros indígenas. El origen social de los gauchos está relacionado con este proceso de mestizaje.

## Desde la Revolución de Mayo hasta la Anarquía del Año XX
Producida la Revolución de Mayo, a mediados de 1810 la Primera Junta negó auxilios militares a los indígenas de las Salinas Grandes que los solicitaban para defenderse de los intentos de Carripilún por tener derechos exclusivos de explotación de la sal.
Entre el 7 y el 8 de agosto de 1810, a raíz de un castigo a un grupo de indígenas en Carmen de Patagones, se produjo un ataque tehuelche sobre el Fuerte San José y el Destacamento de Villarino (fuente de agua dulce) en Chubut, quedando destruidos mientras que la escasa guarnición debió huir, quedando algunos cautivos y otros muertos.
En octubre de 1810 llegó a Buenos Aires una delegación indígena procedente de las Salinas Grandes integrada por los caciques Vitoriano, Quintelén y Epugner, junto a su hijo Evinguanao. Estos caciques llegaron acompañando al coronel Pedro Andrés García quien había viajado por orden de la Primera Junta para obtener el reconocimiento de ésta por parte de los indígenas y lograr el abastecimiento de sal para Buenos Aires, hecho conocido como Expedición a las Salinas. El 11 de octubre de 1811, Feliciano Antonio Chiclana en nombre del Primer Triunvirato firmó un tratado con ellos, pero no les suministró soldados para establecer una guardia en las salinas, como pretendían.
En 1812 fue realizado un parlamento en el Fuerte de San Carlos, invitándose a los pehuenches a participar en la guerra contra los realistas. En 1814 se realizó otro parlamento con los pehuenches ya que debido a la derrota patriota de la batalla de Rancagua, se prohibieron las relaciones comerciales con Chile.
En 1815 el capitán de milicias Ramón Lara fundó la Guardia de San Martín o de Kakel Huincul. Ese año fue también estableció el Presidio de Santa Elena o Las Bruscas y la Estancia de la Patria.
El 15 de septiembre de 1815 el general José de San Martín se entrevistó con los caciques pehuenches, comandados por el cacique Neycuñar o Ñeicún, en el Fuerte de San Carlos (hecho conocido como La Consulta) solicitándoles permiso para que fuerzas del Ejército de los Andes cruzara la cordillera por su territorio a través de los pasos de El Potrillo y el Planchón). Excepto tres caciques, los demás concedieron el permiso. Los pehuenches quedaron como proveedores de ganado y caballada del ejército. Ese mismo año el gobierno de Santa Fe firmó un tratado de paz con el cacique Ñancul.
En 1815 doce caciques pidieron realizar un parlamento, comisionándose al coronel Pedro Andrés García para realizarlo, pero este fue arrestado por el gobierno y no se pudo realizar. Una vez repuesto en sucargo, en 1816 el coronel García presentó al gobierno un plan de defensa y colonización, pero no se llevó a efecto.
En agosto de 1817 Ramón Lara fundó el pueblo de Dolores. Estableciéndose la Comandancia Política de las islas del Tordillo.
En 1819, el delegado directorial Feliciano Chiclana firmó el Tratado de Paz de Chranantue con los ranqueles de Carripilún. Este se comprometió a entregar a los españoles, ladrones y bandoleros que hubiera en sus tolderías y al año siguiente falleció.
El 1 de febrero de 1820, luego de la batalla de Cepeda, en la que los caudillos federales vencieron al Directorio y en la que participaron del lado de los primeros fuerzas ranqueles, comenzó la Anarquía del Año XX.
El 7 de marzo de 1820 el comandante general de la campaña, general Martín Rodríguez, firmó una convención entre la recién creada Provincia de Buenos Aires y los caciques de la frontera del sur, denominada Pacto de Miraflores. En la negociación tuvo participación el hacendado Francisco Hermógenes Ramos Mejía, dueño de la estancia de Miraflores. Quedó establecida la frontera en la línea de las estancias al sur del río Salado, pero el pacto se rompió cuando se produjo un malón sobre Lobos el 27 de septiembre de 1820, muriendo 100 personas.
En 1820 el cacique Negro realizó un malón en la zona de Mar Chiquita, por lo que fue perseguido, desde Monsalvo hasta la sierra de la Tinta, por el capitán Lara con 50 blandengues y 200 milicianos de Tordillo. Negro obtuvo una victoria sobre Lara en la batalla de la Sierra de la Tinta.

## Campañas del general Martín Rodríguez
Entre los años 1820 y 1824, el general Martín Rodríguez realizó tres campañas militares contra los indígenas de la actual provincia de Buenos Aires:
- Primera campaña: partió de la ciudad de Buenos Aires el 15 de diciembre de 1820 con 1600 soldados con el objeto de realizar una represalia contra los ranqueles de Pablo Levenopán y de Yanquetruz que bajo las órdenes del general chileno José Miguel Carrera habían atacado y arrasado a Salto. El 16 de enero de 1821 Rodríguez logró rechazar en Chapaleofú un ataque del cacique Ancafilú con un saldo de 150 indígenas muertos o heridos, al día siguiente las tropas retornaron a Buenos Aires sin haber logrado su objetivo. En 1822 Rodríguez envió al coronel García a la Sierra de la Ventana a parlamentar con los indígenas y reconocer sus fuerzas y el terreno, no logró tratados con ellos pero aconsejó al gobierno fundar un fuerte en la sierra del Volcán y otro en la sierra del Tandil, para facilitar las comunicaciones con Carmen de Patagones.
- Segunda campaña: partió el 6 de marzo de 1823 desde Buenos Aires con 2 500 soldados con la intención de avanzar la frontera de la provincia de Buenos Aires hacia el sur y el oeste. No se lograron resultados positivos pero se fundó el Fuerte Independencia el 4 de abril de 1823, origen de la actual ciudad de Tandil.
- Tercera campaña: partió en enero de 1824 con 2 420 soldados y 7 piezas de artillería con la idea de establecer la frontera en el río Negro, pero no se logró el objetivo.

En junio de 1824 se produjo un malón sobre el Pago de Lobos, produciendo muchos muertos y robando mucho ganado.

## Tratado de la Laguna del Guanaco
El nuevo gobernador de Buenos Aires, general Juan Gregorio de Las Heras ordenó por decreto del 31 de octubre de 1825 el reconocimiento de la frontera en busca de lugares adecuados para levantar un fuertes. Lo cual fue realizado por Felipe Senillosa y el capitán José María Reyes.
En 1825 el cacique ranquel Pallastrus, descontento por la interrupción de los regalos, amenazó Sampacho e invadió San Lorenzo, el Morro y Portezuelo en San Luis, logrando que se reanudara la entrega de regalos. La paz en esa zona, aumentó el conflicto sobre Buenos Aires.
Juan Manuel de Rosas fue encargado para reconocer el territorio entre el cabo Corrientes y el camino de Buenos Aires a las Salinas Grandes, partiendo el 30 de octubre de 1825 con el Regimiento N.º 5 de Campaña (apodado Valiente División del Sur) que estaba a su mando. Participaron de la expedición: el ingeniero Felipe Senillosa, los comandantes Ambrosio Cramer y Andrés Morel, los sargentos mayores Narciso del Valle y Vicente Ramírez y el hacendado Pedro Burgos.
El 20 de diciembre de 1825 por orden de Las Heras, Rosas junto con delegados de Santa Fe y Córdoba firmó el Tratado de la Laguna del Guanaco con 39 caciques y 50 representantes indígenas dirigidos por Chañil, pero no participó Pallastrus. Además de la paz, se pactó la entrega a los indígenas de raciones y vacunas contra la viruela. La expedición regresó el 2 de febrero de 1826.
En 1825 se produjo un conflicto interno entre los pehuenches de Malargüe que resultó en la muerte del cacique gobernador Ñeicún, siendo suplantado por Antical, uno de los vencedores. Los derrotados solicitaron el auxilio de caciques de Chile, quienes enviaron fuerzas junto con 200 soldados al mando del oficial pincheirino Julián Hermosilla, logrando derrotar a Antical.

## Campañas del coronel Federico Rauch
En agosto de 1826 el Partido de Salto fue asolado por 400 indígenas procedentes de Chile y 35 hombres de Pincheira, quienes arrearon todo el ganado. En septiembre un nuevo malón se produjo sobre Dolores, Chascomús y Monsalvo, participando realistas evadidos de Las Bruscas. Unos 1000 hombres atacaron y robaron ganado en la Cerrillada de los Huesos. El 11 de septiembre de 1826 se produjo la Batalla de los Toldos Viejos, siendo derrotado el teniente coronel Morel por una fuerza de 700 indígenas del cacique Mulato y fusileros pincheirinos al mando de Godé.
Entre octubre de 1826 y enero de 1827 el coronel de origen prusiano Federico Rauch realizó tres campañas militares durante las cuales la frontera se estableció desde Melincué, pasando por Junín, 25 de mayo y Tapalqué, hasta el cabo Corrientes.
- Primera campaña: partió el 25 de octubre de 1826 con 800 soldados desde Toldos Viejos (50 km al suroeste de Dolores) como represalia contra los indígenas que habían realizado malones poco tiempo antes, objetivo que se cumplió. Se dirigió al arroyo Sauce Grande del Norte en la sierra de la Ventana, atacó a las tribus de los caciques Can Huihuir y Colú Macun, matando a muchos indígenas y rescatando cautivos y mucho ganado. Luego regresó a Tandil para reponer la caballada y volvió a la sierra de la Ventana para atacar y destruir a las tribus de Curá Llan y Menu Có. Luego persiguió a los caciques Pablo y Quintana hasta las Salinas Grandes, retornando a la sierra de la Ventana para atacar y destruir a las tribus de Lincon y Nahuel Huequé.[7]

- Segunda campaña: partió en noviembre de 1826 con 1.200 soldados de los Regimientos de Caballería de Línea 5, 6 y 7 con el mismo objetivo que la primera campaña.

- Tercera campaña: partió a fines de enero de 1827 con el mismo objetivo que las anteriores, lo cual se logró.[8]

En 1828 fuerzas irregulares de San Luis, rompiendo el tratado de paz, atacaron una toldería ranquel y en diciembre regresaron con 600 hombres en un nuevo ataque, pero fueron masacrados por los ranqueles en la laguna del Chañar, atacando también los actuales departamentos de San Martín y Pringles. En enero de 1829 los ranqueles fueron reforzados por fuerzas pincheirinas y atacaron Punilla, Estanzuela y las Pulgas.
En febrero de 1829 al producirse la sublevación unitaria de Juan Lavalle, el comandante de la Fortaleza Protectora Argentina, teniente coronel Morel, se plegó a ella e intentó dirigirse al Fuerte Independencia con el cuerpo de coraceros, los auxiliares de Venancio Coñoepán y los borogas. Al llegar al arroyo Napostá Grande se produjo una sublevación pro rosista de los indígenas que comandaba Morel, quien murió durante la misma junto con 50 coraceros. El 28 de marzo Rauch murió a manos del cacique ranquel Nicasio Maciel (apodado Arbolito) en la Combate de las Vizcacheras (en el actual Partido de Rauch) luego de plegarse a la sublevación de Lavalle. Los caciques Nicasio Maciel y Mariano Rosas formaban parte de las fuerzas de Rosas, del bando federal.

## Fuertes fundados por orden de Las Heras
El reconocimiento de la frontera ordenado por Las Heras en 1825 dio como resultado el establecimiento de los fuertes:
- Fuerte Federación, iniciado el 27 de diciembre de 1827 cerca de la laguna del Carpincho, que daría origen en 1857 a la ciudad de Junín;
- Fuerte Cruz de Guerra, ubicado a 10 km al este de la ciudad de Nueve de Julio y a 50 km al oeste de la actual ciudad de Veinticinco de Mayo, a la cual fuera trasladado en noviembre de 1836;
- Fuerte Blanca Grande, fijado en 1828 junto a la Laguna Blanca Grande, lugar situado unos 75 kilómetros al noroeste de la actual ciudad de Olavarría.[9] Este fuerte fue fundado en el lugar que los tehuelches-mapuches de la zona llamaban "Tenemiquén" (aunque en el registro histórico fue escrito como "TENEMICHE"),[10] y fue abandonado unos pocos meses después producto de una serie de enfrentamientos, los cuales hicieron retroceder la expansión proyectada por el Estado Argentino. Sin embargo, a fines de 1831 comenzó la construcción del Cantón de Tapalqué, en las inmediaciones de la actual ciudad de Tapalqué. Éste pasó a ser el punto estratégico más importante de ese sector de la Frontera Sud; todo situado en lo que actualmente es el centro del interior de la Provincia de Buenos Aires;[11]
- Fortaleza Protectora Argentina, iniciado el 11 de abril de 1828 en la Bahía Blanca.

El 10 de abril de 1830, Hilario Lagos rechazó una invasión indígena sobre Rojas, en persecución de ellos salió el coronel Del Valle en la zona del río Salado. El 30 de abril atacó las tolderías del arroyo Moyoguello matando a los caciques Vilucay y Yanquelén.
En 1832 los ranqueles atacaron Las Pulgas, el Morro y Renca en San Luis, llevándose 12 000 cabezas de ganado.

## Las relaciones de Rosas con los borogas y ranqueles
Los borogas o boroganos eran mapuches procedentes de Boroa de la zona al sur del río Imperial en la Araucanía, fueron aliados de los realistas hermanos Pincheira, pero a medida que estos iban siendo derrotados, algunos borogas emigraron hacia el este situándose entre las Salinas Grandes, Guaminí y la sierra de la Ventana principalmente desde 1826. Desde allí atacaron Carmen de Patagones y Fuerte Argentino (en agosto de 1828) todavía en alianza con los Pincheira, pero luego comenzaron a alejarse de ellos e intentaron unirse al levantamiento unitario de Lavalle, pero Rosas entró en tratos con ellos impidiéndolo.
Los borogas en las pampas formaban una alianza gobernada por un concejo de seis caciques del cual dependían otros veinte. El principal era el cacique Cañiuquir. Durante el gobierno de Juan José Viamonte en la provincia de Buenos Aires, Rosas fue el comandante general de la campaña y a mediados de 1829 envió emisarios a los borogas con el fin de separarlos de la alianza con los Pincheiras, mientras que también enviaba al cacique pehuenche Martín Toriano (ex aliado de los Pincheira) a formar una fuerza araucana que atacara a los boroanos desde Chile, fuerza que comenzó a actuar en septiembre de 1830. Sin embargo en septiembre de ese año una delegación boroana viajó a Buenos Aires y firmó la paz con Rosas y luego enfrentó al grupo de Toriano (en el que participaban Calfucurá y su hermano mayor Namuncurá) que desconocía los acuerdos de los boroanos con Rosas, derrotándolo y matando a Toriano. El 14 de diciembre de 1830 entran en alianza con Yanquetruz, un araucano llegado en 1828 que gobernaba a los ranqueles del sur de Córdoba, firmando un acuerdo en Chillué (actualmente Valle Argentino en La Pampa) en el que participaron 26 caciques boroanos, 19 caciques ranqueles del bando de Yanquetruz y 9 caciques ranqueles del bando de Pablo, adhiriendo todos a la alianza de los boroanos con Rosas e iniciando operaciones contra los Pincheira en el sur de San Luis y de Mendoza.
El 19 de agosto de 1831 los caciques boroanos Canuiquir, Rondeau, Canuillán y Mellín junto con Yanquetruz sitiaron Río Cuarto y se llevaron el ganado de las estancias cercanas poniendo como pretexto que actuaban contra los unitarios de Córdoba, aunque esta provincia ya estaba en poder de los federales. Actuaron en forma pacífica y enviaron a Rosas a doce unitarios refugiados entre las filas de Yanquetruz (entre ellos el exgobernador de San Luis, coronel Luis Videla y el teniente coronel Cuadra). Al parecer actuaron así guiados por versiones de una ruptura de su alianza con Rosas y un ataque general contra ellos. Las acciones de Río Cuarto terminaron rompiendo la alianza de Yanquetruz con los boroganos y con Rosas y en octubre de 1831 acogió a un grupo de unitarios encabezados por Manuel Baigorria.

## Campañas desde el sur de Mendoza
A fines de 1828 grupos indígenas acompañados por hombres de Pincheira atacaron las estancias de San Carlos, Tunuyán y Tupungato.
Entre los años 1828 y 1832 se realizaron cuatro campañas militares contra los grupos de bandoleros realistas de los hermanos Pincheira que se refugiaban en zonas inaccesibles de Chile y en el sur de Mendoza y norte del Neuquén, quienes actuaban en alianza con caciques pehuenches a ambos lados de la cordillera de los Andes manteniendo la causa del rey de España después de finalizada la guerra de independencia. En 1829 José Antonio Pincheira firmó el Tratado de San Juan (o del Carrizal) con el gobernador de Mendoza Juan Reje Corvalán, por medio del cual a cambio de la paz debía recibir ropa, pertrechos, dinero y el grado de coronel y de "Comandante General de la Frontera del Sur". Pincheira debía abandonar la Provincia de Mendoza, custodiar la frontera y cumplir órdenes del gobernador informando además su paradero. Debido a que la Liga Unitaria se había hecho fuerte en Córdoba en 1829, al año siguiente José Antonio Pincheira se inmiscuyó en las luchas internas de Mendoza tomando partido por el gobernador Juan Reje Corvalán (federal) que se había refugiado en su territorio. Rompiendo el tratado de San Juan, los indígenas aliados de Pincheira al mando de los caciques Coleto y Mulato, realizaron la matanza de El Chacay (conocida como Tragedia de El Chacay) el 11 de junio de 1830 asesinando a de Juan Reje Corvalán y su comitiva de 30 miembros, entre los que estaba Juan Agustín Maza y acercáronse a solo 8 leguas de la ciudad de Mendoza.
- En 1828 se realizó la primera campaña del comandante de la frontera coronel José Félix Aldao. La división estaba compuesta por 2 compañías de infanterías de un batallón de Guardias Nacionales, 2 escuadrones de caballería de línea, 2 escuadrones de caballería de milicias del Valle de Uco y 2 piezas de artillería del Fuerte de San Carlos. Se obtuvo la victoria en el combate de las Aucas contra fuerzas pehuenches y pincheirinas que los triplicaban en número.[14]
- En 1830 se realizó la campaña del teniente coronel Manuel Virto.
- En 1831 se realizó la campaña del general José Albino Gutiérrez.
- En 1832 se realizó la segunda campaña del general José Félix Aldao.

Estas cuatro campañas lograron el objetivo de desarticular a las bandas de forajidos y derrotar a sus aliados pehuenches, finalizando con la expedición en 1832 del general chileno Manuel Bulnes, quien ingresó en el territorio neuquino y el 14 de enero de 1832 obtuvo la victoria en la Batalla de las lagunas de Epulafquen en donde se hallaba el campamento de los hermanos Pincheira, derrotándolos definitivamente, siendo considerada ésta como la última batalla contra los realistas españoles en América del Sur.

## Campaña de Juan Manuel de Rosas

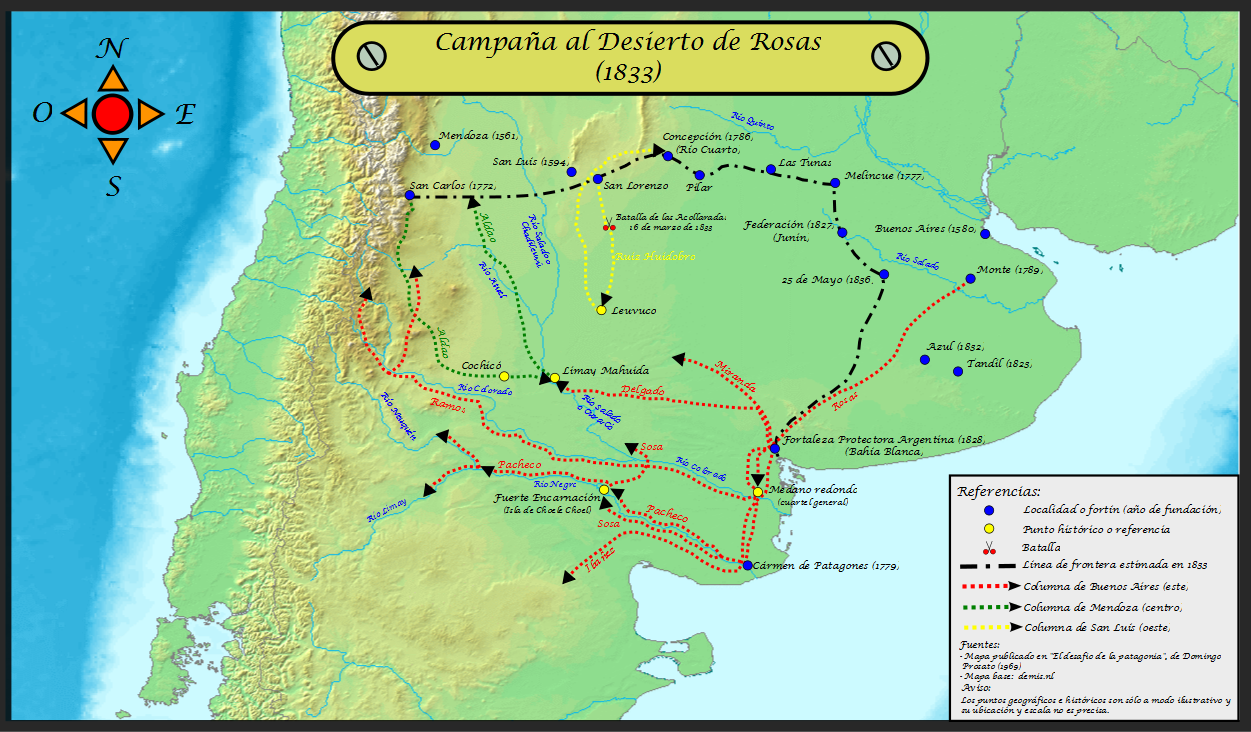
Mapa con los movimientos de las distintas columnas.

Fue realizada durante el gobierno de Juan Ramón Balcarce en Buenos Aires entre los años 1833 y 1834 en tres columnas al mando de José Félix Aldao (gobernador de Mendoza), José Ruiz Huidobro y Rosas, siendo el director de la guerra el general Juan Facundo Quiroga. El objetivo era ampliar la línea de frontera del Atlántico a los Andes y derrotar entre otros a los ranqueles de Yanquetruz. Originalmente se había acordado coordinar con fuerzas chilenas de Bulnes que actuarían sobre los araucanos del sur de Llanquihué, pero éstas no lo pudieron hacer por problemas políticos internos.

## Campaña de Argañaraz y de Maza
Los indígenas que durante la Campaña de Rosas huyeron a la cordillera, retornaron inmediatamente de retiradas las tropas y recuperaron sus territorios. En 1834 y 1835 fueron realizadas operaciones contra ellos, sin mayores resultados.
Luego de un entendimiento entre las provincias fronterizas, a comienzos de 1836 fue realizada una expedición en dos columnas. Una estaba al mando del coronel Pantaleón Argañaraz con fuerzas de Córdoba y de San Luis y la otra al mando del sargento mayor Ramón Maza con fuerzas de Buenos Aires.
Las fuerzas actuaron en el sur de Córdoba y de San Luis y en el norte de La Pampa. El 6 de mayo de 1836 el capitán Eugenio del Busto atacó la toldería del cacique Carriagué, pero había sido abandonada. Logrando alcanzar a los indígenas a 11 leguas y derrotándolos, tomó muchos prisioneros. Al día siguiente se reunieron ambas columnas y volvieron a atacar a Carriagué, matando a 57 indígenas. El día 8 de mayo fueron tomados muchos caballos. En junio las fuerzas regresaron.

## Masacre de Masallé
El jefe mapuche Calfucurá había llegado desde Chile hacia 1830 formando parte del grupo del cacique Martín Toriano llamados por Rosas para combatir a los boroanos que previamente le habían precedido en su llegada desde la Araucanía hacia 1820, cuando fueron llamados por estancieros para custodiar la frontera y se asentaron en la zona de Guaminí y Carhué. Luego de ser derrotado Toriano por los boroanos, Calfucurá se estableció en las Salinas Grandes. El 9 de septiembre de 1834 Calfucurá logró eliminar a los principales caciques adversarios cuando los emboscó en una reunión comercial en Masallé (cerca de la laguna Epecuén), muriendo mil borogas, entre ellos Rondeau, Melin, Alun y Callvuquirque, aunque logró escapar Ignacio Coliqueo. A partir de entonces los boroanos desaparecieron de la escena, dispersándose entre Tapalqué, 25 de mayo y Masallé. Yanquetruz murió en 1836.

## Malón de Railef
En la primavera de 1836 el cacique boroga Railef procedente de Chile y Neuquén realizó un malón con 2 000 guerreros con la finalidad de atacar a Calfucurá y vengar la matanza de borogas hecha por este en Masallé en 1835. Aliado de los borogas, se desvió de su objetivo y atacó el 14 de agosto de 1836 las tolderías de indígenas aliados del gobierno en la zona de los arroyos Napostá y Sauce Chico y luego la Fortaleza Protectora Argentina defendida por los coroneles Zelarrayán y Martiniano Rodríguez, matando a muchos soldados. Luego se dirigieron a Tapalqué atacando el 1 de octubre a los indígenas aliados al gobierno, reaccionando la guarnición al mando del coronel Pedro Ramos, que estaba compuesta por los escuadrones de carabineros de los regimientos N.º 3 y 6 de Campaña y derrotándolos. En la batalla (Primera Batalla de Tapalqué) murieron más de 200 indígenas y 26 soldados. El coronel Ventura Miñana con 12 soldados fueron tomados prisioneros cerca de Azul, pero logró fugarse. Cuando Railef se retiraba hacia Chile con 100 000 cabezas de ganado, por orden de Rosas, Calfucurá lo atacó con 1000 guerreros en Quintuco (cerca de Loncopué en Neuquén), matando a Railef y a 500 guerreros.

## Ataque sobre Tapalqué en 1839
El 20 de agosto de 1839, 1.200 indígenas (la mayoría recién llegados desde el oeste de la Cordillera de los Andes) atacaron a la División del Sud, de guarnición en Tapalqué al mando del coronel Nicolás Granada, muriendo en la batalla (Segunda Batalla de Tapalqué) el teniente Ferrer y 23 soldados, con 37 heridos. En el contraataque murieron 150 indígenas.

## Campañas contra Calfucurá

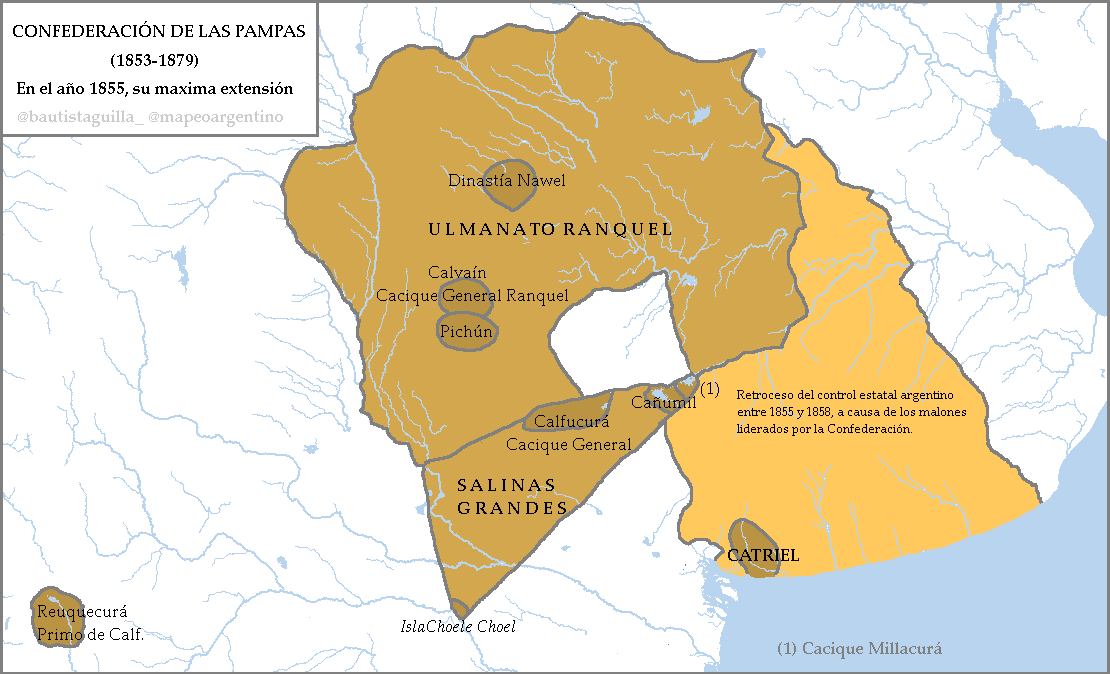
La Confederación de las Pampas, liderada por Calfucurá, en el año 1855.

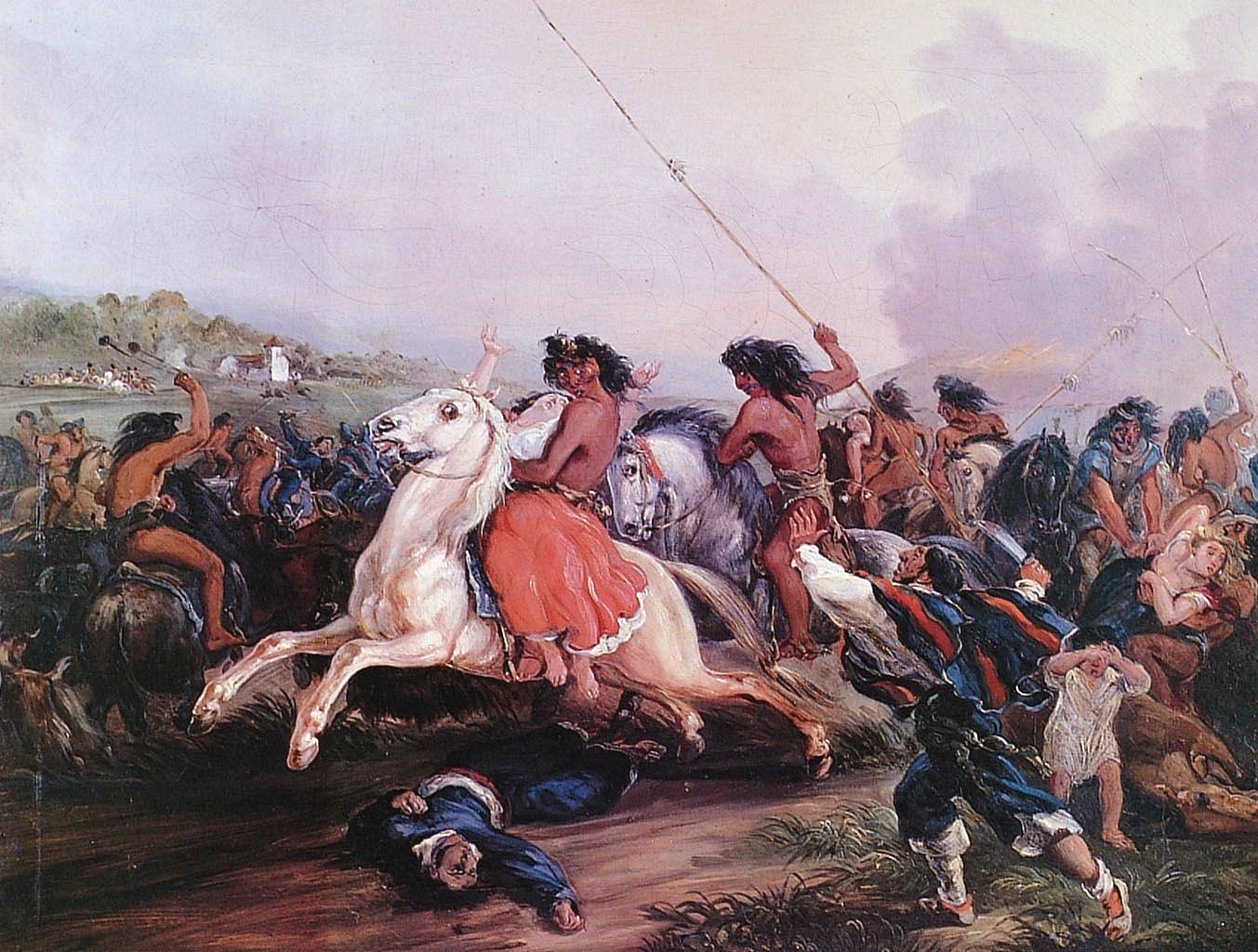
El malón (1845) óleo de Mauricio Rugendas.

Calfucurá dominó un extenso territorio con la mayor parte de la Provincia de Buenos Aires y las de Neuquén, Río Negro, La Pampa, San Luis y el sur de Mendoza en una gran confederación de tribus mapuches, ranqueles y tehuelches con base en las Salinas Grandes que se mantuvo en alianza con el gobierno de Rosas. Escuadrones de Calfucurá participaron asistiendo a Rosas en la Batalla de Caseros el 3 de febrero de 1852 y al día siguiente atacó a Bahía Blanca con 5 000 guerreros. Tras la caída de Rosas intentó congraciarse con Justo José de Urquiza, para lo cual en alianza con Catriel y Cachul arrasó la localidad bonaerense de Azul el 13 de febrero de 1855 con 2 000 guerreros, muriendo 300 personas, llevándose cautivas a 150 familias y 60 000 cabezas de ganado, lo que lo llevó a enemistarse con el gobierno de Buenos Aires encabezado por Bartolomé Mitre.
- Campaña del coronel Bartolomé Mitre a Sierra Chica: en 1855 con cerca de 1.100 soldados divididos en dos columnas que partieron de Azul (el 27 de mayo de 1855 con 700 hombres) y de 25 de mayo (con 400 hombres). El 30 de mayo Mitre sufrió la derrota de la Batalla de Sierra Chica, finalizando la campaña. A partir de entonces Calfucurá fue conocido como el Napoleón del desierto.

En septiembre de 1855 Calfucurá, atacó y mató al comandante Nicolás Otamendi y 125 soldados en la estancia de San Antonio de Iraola y 8 días después su aliado José María Bulnes Yanquetruz, con 3 000 guerreros atacó a Tandil. Luego Calfucurá saqueó el pueblo de Puntas de Arroyo Tapalqué.
- Campaña del general Manuel Hornos a Tapalqué: Mitre organizó el Ejército de Operaciones del Sur que partió de Azul con 3 000 soldados y 12 piezas de artillería al mando del general Manuel Hornos. El 29 de octubre de 1855 Calfucurá derrotó a Hornos en la Batalla de San Jacinto, entre las sierras de San Jacinto y el arroyo Tapalqué, muriendo 18 oficiales y 250 soldados. Luego de esta victoria, las fuerzas de Calfucurá atacaron los pueblos de Cabo Corrientes, Azul, Tandil, Cruz de Guerra, Junín, Melincué, Alvear, Bragado y Bahía Blanca.[20]

En 1857 Coliqueo invadió Pergamino y se apoderó de 40 000 cabezas de ganado, retirándose protegido por soldados de Baigorria, quien envió en su ayuda al subteniente Santiago Rodríguez con 14 hombres del Regimiento de Dragones 7° de Línea. Debido a que los invasores acamparon junto al Fortín Melincué sin ser molestados, el gobierno de Mitre protestó ante el de Paraná.
- Campaña del coronel Nicolás Granada a Pigüé: partió desde Bahía Blanca a principios de 1858 con 3 000 soldados, logrando algunas victorias contra los guerreros de Calfucurá.

- Campaña del coronel Emilio Mitre contra los ranqueles: partió del fortín Médano de Acha (ángulo sureste que forma el límite de Buenos Aires y Santa Fe) el 13 de enero de 1858 con 2 000 soldados. Regresó sin combatir.

- Campaña del coronel Julio de Vedia contra los ranqueles: partió de Bragado a fines de diciembre de 1862 con 1000 soldados. Batió a los ranqueles llegando a unos 60 km de Leuvucó, centro de operaciones de los ranqueles.

A partir de 1863 hasta 1872, la Guerra del Paraguay interrumpió las operaciones contra los indígenas. A pesar del conflicto internacional, en 1867 el Congreso Nacional promulgó la ley N.º 215. La ley previó llevar la frontera sur a los ríos Negro y Neuquén, concediéndole a las tribus nómades todo lo necesario para su existencia fija y pacífica debiendo otorgarles territorios a convenir; autorizó una expedición general contra aquellas tribus que se resistieran al sometimiento pacífico de las autoridades nacionales y a expulsarlas más allá de la nueva línea de frontera; autorizó la compra de barcos para la exploración de los ríos, la formación de establecimientos militares en sus márgenes y el establecimiento del telégrafo; estableció que una ley especial fijara las gratificaciones a los expedicionarios.
En 1870 Calfucurá firmó un convenio con el comandante de la frontera sur coronel Francisco de Elías, pero pocos meses después Elías atacó a los tehuelches Manuel Grande, Gervasio Chipitruz y Calfuquir, lo que enojó a Calfucurá, quien el 5 de marzo de 1872 con un ejército de 6 000 combatientes, atacó los pueblos de General Alvear, Veinticinco de Mayo (Buenos Aires) y Nueve de Julio (Buenos Aires), resultando muertos 300 criollos y robadas 200 000 cabezas de ganado.
- Campaña del comandante general de la frontera, general Ignacio Rivas contra Calfucurá: en 1872 con 1000 soldados y 800 indios aliados, entre ellos Ignacio Coliqueo. El 8 de marzo de 1872 logró derrotar completamente a Calfucurá en la Batalla de San Carlos de Bolívar.

## Avance de la frontera durante la presidencia de Sarmiento
Durante la presidencia de Domingo Faustino Sarmiento, entre 1868 y 1874, en cumplimiento de la Ley N.º 215, se avanzó la línea de frontera que había retrocedido anteriormente. El río Quinto pasó a ser la frontera en Córdoba y San Luis, levantándose los fuertes y fortines: Fraga, Romero, Toscas, Villa Mercedes, Retiro, Totoritas, Esquina, Pringles, Tres de Febrero, El Lechuzo, 1° de Línea, Sarmiento y Necochea, al este del río Quinto y los fortines Achirero, Guerrero y Gainza al oeste.
En la Provincia de Buenos Aires la línea de frontera quedó fijada en: Lavalle Norte (Ancaló), General Paz, Olavarría (llamado originalmente "Puntas del Arroyo Tapalquén"), Tandil, Lavalle Sur (Sanquilcó) y San Martín.

## Tratados de paz desde la campaña de Rosas a la de Roca

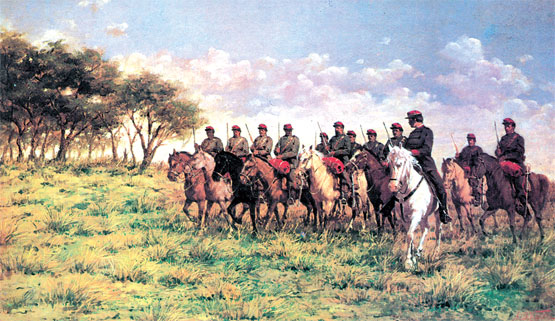
Pintura de Ángel Della Valle mostrando una formación de infantería de línea.

- Entre los pehuenches y Mendoza (1851)
- Entre Buenos Aires y Catriel y Cachul (1856)
- Entre el gobierno nacional y José María Bulnes Yanquetruz (1857)
- Entre los pehuenches y Mendoza (1862)
- Entre el gobierno nacional y Sayhueque (1863)
- Con Mariano Rosas (1865)
- Con Calfucurá (1866)
- Con las tribus tehuelches (1866)
- Con Renquecurá (1866)
- Con Limonao (1870)
- Entre los pehuenches de Mendoza y Chile (1870)
- Entre los caciques Catriel y Calfuquir, con el comandante de la frontera sud, Coronel Francisco de Elias (1870)
- Entre el gobierno nacional y los ranqueles (1870)
- Entre el gobierno nacional y los ranqueles (1872)
- Entre el gobierno nacional y Ñancucheo (1872)
- Convenio entre los pehuenches de Mendoza y Chile (1872)
- Entre el gobierno nacional y Pincén (1873)
- Entre el gobierno nacional y los pehuenches (1873)
- Entre el gobierno nacional y Foyel, Lauquen y Chuquinchano (1873)
- Entre el gobierno nacional y Catriel (1875)
- Convenio con Manuel Grande (1876)
- Entre el gobierno nacional y los ranqueles (1878)
- Entre el gobierno nacional y los caciques del Neuquén (1878)[22]

## Campaña de Alsina

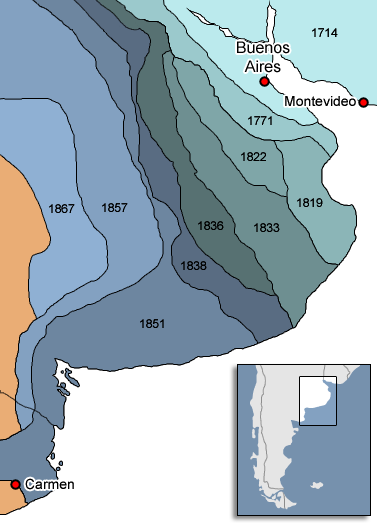
Frontera hasta la zanja de Alsina

Para la segunda mitad del siglo XIX, tanto la Argentina como Chile se dispusieron a conquistar completamente los territorios habitados por los mapuches. En 1875, Adolfo Alsina, ministro de Guerra bajo la presidencia de Nicolás Avellaneda, presentó al gobierno un plan que más tarde describió como el plan del Poder ejecutivo es contra el desierto para poblarlo y no contra los indios para destruirlos. Entonces se firmó un tratado de paz con el cacique Juan José Catriel, solo para ser roto corto tiempo después cuando atacó junto al cacique Manuel Namuncurá, Tres Arroyos, Tandil, Azul y otros pueblos y granjas en un ataque incluso más sangriento que el de 1872.
Alsina respondió al ataque, forzándolos a retroceder y dejando fortines en su camino hacia el sur para proteger los territorios conquistados y para evitar el transporte del ganado robado construyó la llamada Zanja de Alsina de 3,50 metros de ancho por 2,60 metros de profundidad, que sirvió como límite para los territorios sin conquistar de 374 km entre Italó (en el sur de Córdoba) y Nueva Roma (al norte de Bahía Blanca).
En 1876 la campaña fue realizada por cinco columnas:
- Columna del coronel Leopoldo Nelson: partió del sur de Santa Fe el 20 de marzo de 1876 con 400 soldados, llegando a Italó el 25 de marzo tras varios combates.
- Columna del coronel Conrado Excelso Villegas: partió del fuerte General Lavalle el 22 de marzo con 700 soldados, llegando a Trenque Lauquen el 12 de abril.
- Columna del coronel Marcelino Freyre: partió del fuerte San Carlos el 19 de marzo con 700 soldados, llegando a Guaminí el 30 de marzo.
- Columna del coronel Nicolás Levalle: partió del fuerte General Lavalle el 14 de abril con 1.100 soldados, se unió con la columna del teniente coronel Maldonado el 22 de abril y juntas alcanzaron el arroyo Pigüé el 23 de abril.
- Columna del teniente coronel Salvador Maldonado: partió del fuerte General San Martín el 15 de abril con 800 soldados, uniéndose a la anterior.

Los indígenas continuaron sus ataques recolectando ganado en la Provincia de Buenos Aires y el sur de la Provincia de Mendoza, pero les resultaba difícil escapar con los animales que hacían su marcha lenta y además debían enfrentar a las unidades de patrullaje que los seguían. Muchos, en cambio, decidieron unirse a las granjas-estancias para trabajar a cambio de comida y refugio. Los caciques Ramón Platero (ranquel), Manuel Grande, Tripailao y Catriel (tehuelches) se rindieron al gobierno.
La nueva línea de la frontera estaba a cargo de seis comandancias con sus fuertes respectivos: Bahía Blanca (89 km de frontera), Puan (80 km), Carhué (52 km), Guaminí (98 km), Trenque Lauquen (152 km) e Italó (13 km). Se levantaron sobre esa línea 109 fortines.
Después de la muerte de Alsina en 1877, el presidente Avellaneda nombró al general Julio Argentino Roca como nuevo Ministro de Guerra, quien empleó una política más agresiva en la cuestión indígena.

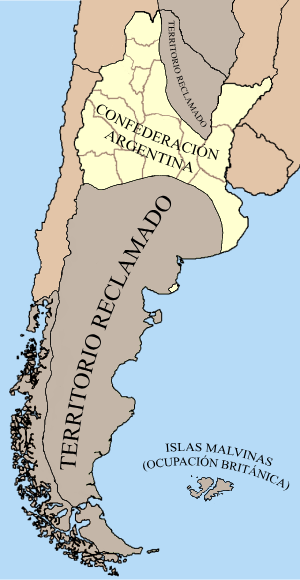
Territorio de la Argentina antes de la presidencia de Julio Argentino Roca.

## Fuertes y fortines bonaerenses construidos durante el período
- Guardia Kakel Huincul (1815),
- Fuerte Independencia (1823),
- Fuerte Federación (1828),

Fuertes y fortines en las Pampas antes de la Campaña del Desierto

- Fuerte de la Blanca Grande o Tenemiche[10] (1828) -Abandonado poco tiempo después de su fundación-,
- Fortaleza Protectora Argentina (1828),
- Fuerte Cruz de Guerra (25 de mayo) (1828),
- Fuerte del Arroyo Azul (1832),
- Fortín Colorado (1833),
- Fortín Mulitas (1836),
- Fortín Chañar (1850),
- Fortín Esperanza (1854),
- Fortín Barrancosa (Coronel Otamendi, 1858),
- Fortín Once de Septiembre (1858),
- Fortín Machado (1858),
- Fortín Médano del Acha (1858),
- Fortín la Parva o Coronel Arébalo (1858),
- Fortín General Belgrano (1862),
- Fortín Tres Horquetas (1863),
- Comandancia Clalafquén (1863),
- Comandancia Lavalle Sur (1869),
- Fuerte Lavalle Norte (1869),
- Fuerte San Carlos (1869),
- Comandancia General Paz (1869),
- Fuerte y Comandancia Coronel Gainza (1869),
- Fortín Bagual o Guevara (1870),
- Fortín Mercedes (1870),
- Fuerte San Genaro (1870),
- Fuerte el Triunfo (1870) y
- Fuerte la Media Luna (1870).[23]
- Fortín Cuatreros (1876),